# Maniabon
 Ovo je glavno značenje pojma Maniabon. Za druga značenja pogledajte Maniabon (razdvojba).
Maniabon, Pleme američkih Indijanaca s istoka Kube, vjerojatno u području istoimenih Maniabon planina, čija se 'provincija' također nazivala Maniabon i predstavljali su dio Taíno populacije koja je ovdje zamijenila stare Ciboney Indijance, vjerojatno ih uništivši u ratu. Kolumbo u ovoj provinciji opaža Indijance kako u ustima drže 'štapiće' koji se dime, odnosno cigare, prizvod koje će sa sobom donesti u Europu i kasnije  'osvojiti' svijet. 